# الائتلاف الوطني من أجل اللغة العربية
الائتلاف الوطني من أجل اللغة العربية هي منسقية شعبية أهلية مدنية وغير حكومية تسعى إلى التنسيق بين مختلف الفاعلين والمؤمنين بدور العربية في ترسيخ الانتماء الحضاري والديني للشعب المغربي وتعبيرها عن لحمته الاجتماعية والثقافية، وقدرتها على نقله نحو مجتمع المعرفة المنشود. ويسعى أساسا إلى خدمة العربية ضمن المقاربة الدستورية وفي نطاق التوافق الوطني الذي أنجز سياسة لغوية مندمجة تعتز بالعربية التي ”تظل اللغة الرسمية للمغرب” وتثمن الإنجاز الوطني للأمازيغية التي تعتبر “رصيدا مشتركا لجميع المغاربة” وتضمن حماية مختلف التعبيرات الثقافية المغربية، تراثا أصيلا وإبداعا معاصرا.

## أهداف الائتلاف
1. في مجال تفعيل الطابع الرسمي للعربية:
  - تفعيل المبادرة المدنية في مجال الديمقراطية التشاركية
  - تفعيل مقتضيات المبادرة الشعبية في مجال التشريع والرقابة في محال السياسة اللغوية
  - التنزيل الدستوري للسياسة اللغوية وتفعيل الطابع الرسمي للغة العربية على أرض الواقع؛
  - حث المسؤولين على تطبيق القوانين والمناشير المتعلقة بالطابع الرسمي للغة العربية؛
  - العمل على استصدار القوانين التي تحمي اللغة العربية من التجاوزات المشينة وعلى إحداث مؤسسات متخصصة لتدبير شؤونها.
2. في مجال الحماية:
  - رصد التجاوزات والخروقات للطابع الرسمي في الإدارة والتعليم والاقتصاد والإعلام ومختلف مجالات الحياة العامة والكشف عن المسؤولين عنها وتفعيل التدابير القانونية لإنهائها؛
  - وضع آليات لمراقبة التزامات الدولة بحماية اللغة العربية باعتبارها لغة رسمية؛
  - تعزيز وحماية العربية في الوطن مع ما يتبع ذلك من خطوات قانونية ومدنية.
  - التنسيق والتعاون والشراكة بين مختلف الفاعلين في مجال الدفاع عن العربية من باحثين وجمعيات ومؤسسات غير حكومية.
3. في مجال التطوير وتنمية الاستعمال:
  - إبراز مكانة اللغة العربية في المجتمع المغربي ونشر الوعي بأهميتها وإعادة الاعتبار لها باعتبارها مقوما وجوديا وهوياتيا.
  - الحث على استخدام اللغة العربية في كافة الإدارات والمرافق العامة والقطاعات الإنتاجية.
  - تدارس مختلف التحديات التي تواجه اللغة العربية والكشف عن المخاطر التي تهددها.
  - المساهمة العلمية في تنمية دور اللغة العربية والكشف عن قدراتها التعبيرية في شتى الميادين.
  - التنسيق مع المؤسسات الوطنية والدولية في ميدان العربية دفاعا وتعليما وبحثا وتطبيقا.
  - إيجاد فضاء للتعاون العلمي والثقافي والتربوي بين المهتمين بالشأن اللغوي والتواصل مع كافة المؤسسات ذات الاهتمام المشترك.[2]